# Мёллер, Зильке
Зи́льке Мёллер (урожд. Гладиш, род. 20 июня 1964 года, Штральзунд, земля Мекленбург-Передняя Померания, ГДР) — восточногерманская легкоатлетка, спринтер, серебряный призер Олимпийских игр 1988 года в эстафете, двукратная чемпионка мира 1987 года в беге на 100 и 200 метров.

## Биография
6 октября 1985 года в Канберре в составе сборной ГДР (Сабине Ригер, Марлиз Гёр, Ингрид Ауэрсвальд) установила мировой рекорд в эстафете 4×400 м (41,37 с), который продержался до 2012 года.
В первые годы своей спортивной карьеры Зильке Мёллер находилась в тени своих подруг по команде Марлиз Гёр, Мариты Кох, Хайке Дрекслер. Только в 1987 году, став двукратной чемпионкой мира, она, тогда ещё под девичьей фамилией Гладиш, стала одной из сильнейших женщин-спринтеров Восточной Германии и названа спортсменкой года в ГДР. В 1988 году на Олимпийских играх в Сеуле уже под фамилией Мёллер она завоевала серебряную медаль в эстафете 4х100 метров.
В 1992 году она вместе с другими бывшими спортсменками ГДР Катрин Краббе и Грит Броер оказалась вовлечена в допинг-скандал, однако позже ИААФ сняло с неё все обвинения.
Вскоре после Олимпийских игр 1992 года она ушла из большого спорта, изучала историю в Ростоке, а затем работала преподавателем истории и физкультуры. Имеет дочь Кристин.

## Результаты
Лучшие результаты по годам
| Год                    | 1983  | 1984  | 1985  | 1986  | 1987  | 1988  | 1989  | 1990  |
| ---------------------- | ----- | ----- | ----- | ----- | ----- | ----- | ----- | ----- |
| 100 метров (с)         | 11,03 | 11,10 | 10,99 | 10,96 | 10,86 | 11,06 | 11,11 | 11,10 |
| Место в мировом списке | 5     | 10    | 5     | 5     | 1     | 18    | 7     | 10    |
| 200 метров (с)         | 22,72 | 22,70 | 22,12 | 22,07 | 21,74 | 22,09 | 22,23 | 22,64 |
| Место в мировом списке | 18    | 24    | 4     | 3     | 1     | 7     | 4     | 18    |